# Абсолютный возраст
Календарный (абсолютный) возраст какого-либо события истории Земли — время, прошедшее от этого события до настоящего времени (в годах, тысячах, миллионах или миллиардах лет). Название «абсолютный» используется, чтобы отличать его от относительного возраста — привязки события к определённым интервалам геохронологической шкалы (эре, периоду, эпохе и веку).
Календарный возраст горных пород и минералов чаще всего определяют путём радиоизотопного датирования. В этом случае он называется также изотопным или радиологическим возрастом. Относительный возраст обычно определяют методом руководящих ископаемых.
В случае изменённых (например, процессами метаморфизма или поднятием блоков земной коры) горных пород и минералов следует различать время образования объекта и время его изменения.

## Методы

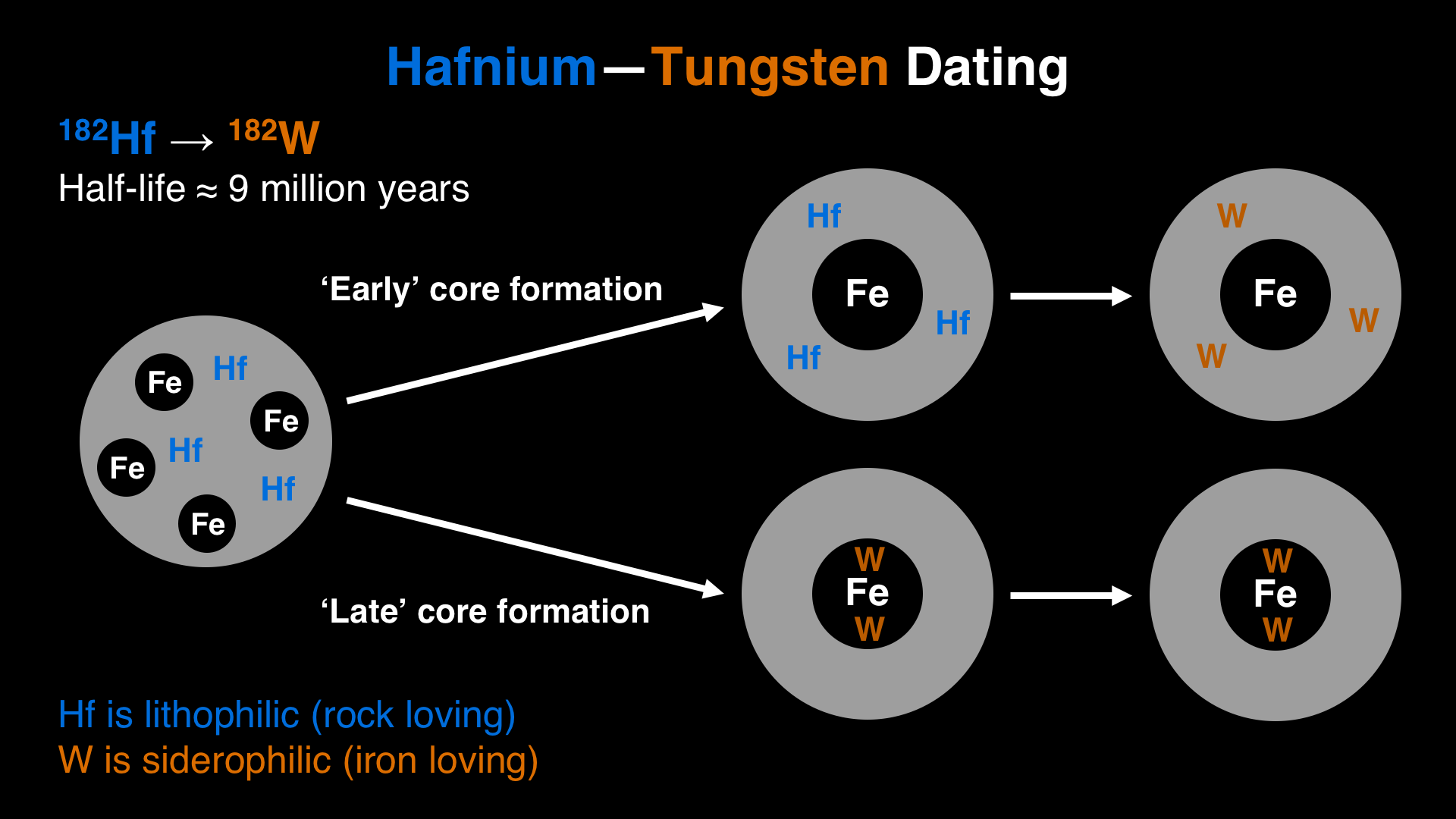
Основы радиоизотопного датирования на примере Гафний-Вольфрамового метода

Используется много разных методов определения возраста, самые известные из которых — уран-свинцовый (накопление свинца в ураново-ториевых минералах), калий-аргоновый (накопление аргона в калиевых минералах), стронциевый (превращение рубидия в стронций), радиоуглеродный (по количеству углерода-14 в органических остатках). У каждого метода — своя область применимости, ограничения, достоинства и недостатки.
Для определения календарного возраста событий, которые произошли не очень давно, используется ряд других методов, в частности, оптическое датирование, определение возраста по кольцам деревьев, по слоистым донным отложениям, по ледяным кернам, по гидратации стекла, по рацемизации аминокислот.